# Islas Feroe en los Juegos Paralímpicos de Tokio 2020
Las Islas Feroe estuvieron representadas en los Juegos Paralímpicos de Tokio 2020 por un deportista masculino. El equipo paralímpico no obtuvo ninguna medalla en estos Juegos.